# Limnocnida
Genre
Synonymes
- Limnocodium Allman, 1880[1]

Limnocnida est un genre de limnoméduses (hydrozoaires) de la famille des Olindiidae.

## Liste d'espèces
Selon World Register of Marine Species (28 mars 2016), Limnocnida comprend les espèces suivantes :
- Limnocnida biharensis Firoz-Ahmad, Sen, Mishra & Bharti, 1986
- Limnocnida congoensis Bouillon, 1959
- Limnocnida indica Annandale, 1912
- Limnocnida nepalensis Dumont, 1976
- Limnocnida tanganyicæ Günther, 1893